# Аунспо, Вивиан
Вивиан Аунспо (англ. Vivian Aunspaugh, полное имя Vivian Louise Aunspaugh; 1869—1960) — американская художница и педагог; основательница первой художественной школы на американском юго-западе, где использовались живые модели, как обнаженные, так и драпированные.
Как художница, обычно работала в пастели и акварели — создавала пейзажи, цветы, портреты и миниатюры. Работала художественным редактором для журнала Dixieland, который был впервые выпущен в 1904 году.

## Биография
Родилась 14 августа 1869 года в Бедфорде, штат Виргиния, в семье Джона Генри Аунспо (John Henry Aunspaugh) и его жены Вирджинии Филдс (Virginia Fields (Yancy)). Её отец занимался торговлей хлопком, и семья следовала за ним в различные штаты на юге страны в течение всего детства Вивиан: Вирджиния, Алабама, Южная Каролина и, наконец, Джорджия.
В шестнадцать лет, когда она окончила колледж Shorter College (ныне Shorter University) в Роме, Вивиан Аунспо была награждена медалью Excelsior Art Medal и начала преподавать в женском колледже города Юнион-Спрингс, штат Алабама.
В следующем году она продолжила своё образование и в течение следующих пяти лет она училась в Нью-Йорке у Джона Генри Твахтмана в Лиге студентов-художников Нью-Йорка и у Альфонса Мухи в парижской Академии Коларосси.
Вернувшись в Америку в 1890 году, Аунспо преподавала искусство в различных школах и колледжах в течение следующего десятилетия, в том числе в колледже McKinney College в Техасе, в Greenville Public Schools и Masonic Female College в Миссисипи. В Далласе она преподавала в Patton Female Seminary и St Mary’s College. Здесь работала вместе со скульптором Клайд Чандлер (Clyde Giltner Chandler). В 1900 году она получила золотую медаль на Всемирной выставке в Париже.
В 1902 году она основала вместе с Клайд Чандлер художественную школу Aunspaugh Art School, где они предлагали коммерческие курсы изобразительного искусства, включая рисунки обнажённых моделей (натурщиков), что было весьма необычно для того времени — только мужчины делали такие работы. Чендлер покинула Техас в 1903 году, чтобы учиться в Чикаго, и Аунспо продолжала руководить школой сама. Художница жила на Bryan Street 3509, в одном квартале от её школы, вместе со своей матерью Вирджинией и сестрой Флоренс.
В начале XX века художественное сообщество Техаса только развивалось. Первая ежегодная выставка ассоциации Fort Worth Art Association была проведена в 1910 году. С 1912 по 1932 год Вивиан Аунспо проводила ежегодные художественные выставки на Dallas Women’s Forum, которые оказали позитивное влияние на знакомство техасских художников с коллекционерами. Вместе со своими учениками художница создала в 1945 году художественный клуб Vivian L. Aunspaugh Art Club, где в следующем году состоялась первая выставка. В 1956 году члены клуба экспонировались в Далласском музее изобразительных искусств. Свою деятельность клуб прекратил в 1986 году.
Умерла 9 марта 1960 года в Далласе. Была похоронена на городском кладбище Грин-Вуд.
Согласно завещанию Вивиан Аунспо, в Университете Вирджинии до сих пор вручаются стипендии её имени для аспирантов по искусству.